# Sint-Petrus-en-Pauluskerk (Oostende)
De Sint-Petrus-en-Pauluskerk is de dekenale kerk in de Belgische badplaats Oostende.

## Beschrijving
De kerk verving de Sint-Pieterskerk, die op 14 augustus 1896 door brand vernield werd. Koning Leopold II koesterde grootse plannen voor Oostende, en had graag de afbraak van deze decanale kerk gewild. Maar hij stootte op verzet van de toenmalige deken. Kwatongen uit de Brugse bourgeoisie verspreidden het gerucht dat de koning meer zou afweten van die brand. Feit is dat het parket na maanden onderzoek geen dader kon vinden. Het enige wat van deze kerk nog overblijft is de Peperbusse, de toren achter de huidige kerk. Maar de prestigieuze kerk kon nu wel gebouwd worden. Ondertussen werd er een noodkerk opgericht naast de Sint-Pieterstoren.

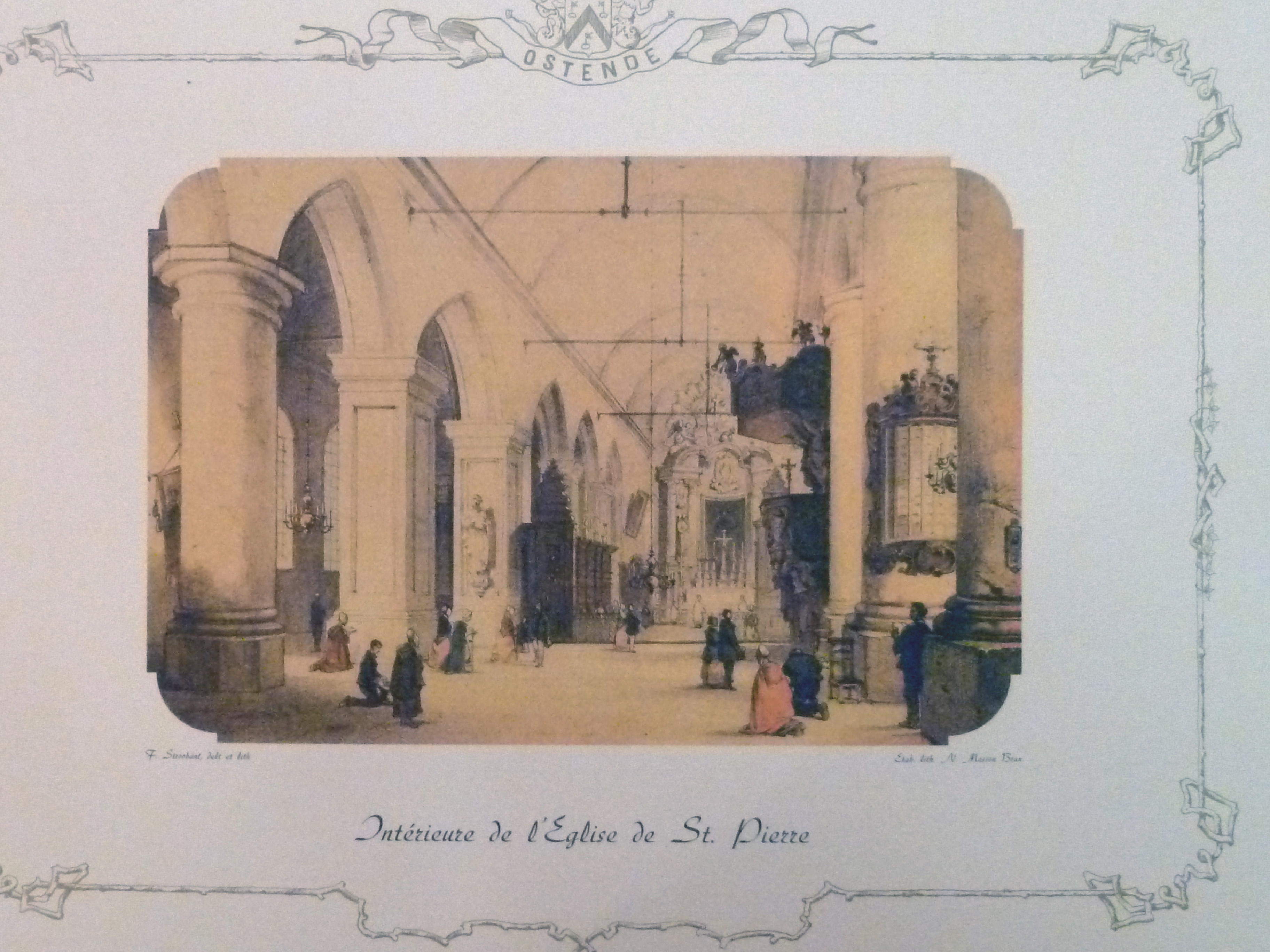
Interieur van de St. Pieterskerk, afgebrand in 1896

De nieuwe kerk werd gebouwd in neogotische stijl tussen 1899 en 1905 naar de gedetailleerde plannen van de Brugse stadsarchitect Louis Delacenserie (1838-1909). Eerst had hij die opdracht geweigerd wegens tijdgebrek, maar, onder druk van Leopold II, aanvaardde hij toch de opdracht. De stijl van de kerk is gespiegeld aan de gotische stijl van de Dom van Keulen, maar ook aan de neogotische Votivkirche in Wenen. De plannen waren uiterst gedetailleerd. Elke steen, elk decoratief element werd nauwkeurig getekend. Delacenserie heeft het type van hooggotische kathedraal herleid tot een monumentale kerk met volmaakte proporties.
Het grondplan is gebaseerd op het Latijns kruis, met de middenbeuk iets hoger dan de twee zijbeuken. De kerk is 70 m lang en 36 m breed. De kerktorens zijn 72 m hoog. Het gebouw is opgetrokken met kalksteen uit de Maasstreek (pierre de Meuse), een steensoort reeds gebruikt in de tijd der Romeinen voor hun villabouw. Deze steensoort is ook uitstekend geschikt voor fijn beeldhouwwerk. Verder werden er ook baksteen, Belgische blauwe hardsteen en roze graniet gebruikt.
Het uitgestrekte voorplein werd bekomen door onteigening en sloop van enkele huizenblokken.
De bouw werd gestart op 18 april 1899 en de ruwbouw was reeds klaar in oktober 1904. De kerk werd plechtig ingehuldigd op 4 september 1905 in aanwezigheid van Leopold II en tal van prominenten. Maar de kerk werd pas ingewijd op 31 augustus 1908 door de Brugse bisschop Waffelaert.
De monumentale voorzijde is gericht naar het oosten (in tegenstelling tot de meeste kerken, die meestal naar het westen gericht zijn), speciaal voor het effect op de reiziger die Oostende binnenkomt. Deze voorzijde bevat drie ingangen, symbool van de Heilige Drievuldigheid. Het timpaan in de archivolt boven de hoofdingang is versierd met ogieven en lobvormige patronen. Er zijn drie beelden, van de hand van de Antwerpse beeldhouwer Jean-Baptiste Van Wint, ingewerkt in deze voorgevel, van links naar rechts: St. Petrus, de Maagd Maria (in de penant) en rechts de H. Paulus. Hoog boven het portaal is het roosvenster met gebrandschilderd glas in maaswerk en met aan weerszijden gotische blinde vensters.
De zijkanten vertonen alle kenmerken van een gotische kerk: luchtbogen, steunberen en schraagpijlers. Bovenaan op het dak staat er een spitse pinakel of steuntorentje (ook fiaal genoemd). Deze dient als supplementair gewicht om de zijwaartse druk te neutraliseren door verhoging van de verticale druk. Verder vindt men tevens de typisch gotische elementen zoals balustrades (aan de basis van het dak), waterspuwers in de vorm van monsters, en veel kruisbloemen (of hogels).
Het gewelf van het middenschip is opgebouwd uit vierdelige kruisribgewelven, typisch voor de Franse hooggotiek. Ook het meubilair, ontworpen door de architect, is in neogotische stijl. Dit meubilair werd gemaakt door ambachtslieden uit Antwerpen en Brugge.
Deze hoofdkerk van Oostende herbergt enkele knappe gebrandschilderde ramen. De oorspronkelijke glas-in-loodramen werden vernietigd in WOI en WOII. Het enige originele raam bevindt zich in het mausoleum. Alle huidige glasramen zijn van de hand van de glaskunstenaar Michiel Martens (°1921-2006).
Binnen in de kerk, aan de wand links van het altaar zijn er gebrandschilderde ramen van alle Belgische koningen en van koningin Louise Marie. Alleen koning Albert II en koning Filip ontbreken nog in het lijstje. Van koning Boudewijn is er wel een kleurrijk gebrandschilderd raam waarin men de jonge koning ziet staan met een bril. Andere glasramen geven scènes weer met de patroonheiligen Petrus en Paulus, de Inname van Oostende en de heilige Martinus.
Het Schyvenorgel uit 1907 had een romantische stijl met oorspronkelijk 40 sprekende registers. Na WO II was de orgel nagenoeg onbespeelbaar. Het werd gerestaureerd in 1954 met vervanging van de oude mechaniek. De klank werd omgebogen in barokke zin. Deze constructie gaf slechts een korte levensduur en rond 1990 was de orgel opnieuw onbespeelbaar. In 1997-1999 werd de orgel opnieuw gerestaureerd. Hierbij werd er teruggekeerd naar de oorspronkelijke stijl, maar het registeraantal werd verhoogd naar 43. Het orgel werd ook ingepast in een nieuwe kast in neogotische stijl, juist onder het prachtige roosvenster. Op 7 mei 2000 werd het nieuwe orgel feestelijk ingespeeld.
Achter de kerk bevindt zich als uitbreiding van de kerk, een neogotische kapel met het praalgraf van koningin Louise Marie. Zij stierf in Oostende op 11 oktober 1850. Op vraag van Leopold II werd deze abciskapel gebouwd op zeshoekig grondplan, zoals de Onze-Lieve-Vrouwekerk in Laken. De zeshoekige kapel met spitskoepelgewelf is 28 m hoog. Bovenaan prijkt een opengewerkt fiaaltorentje met erin een bronzen kroon. De buitenkant van de kapel is overvloedig versierd met gotische elementen. In de steunberen zijn er vier open fiaalnissen met beelden van vier heilige koninginnen, eveneens van de hand van Jan Baptist Van Wint: H. Clotilde, Bathildis van Chelles, Elisabeth van Hongarije en Elisabeth van Portugal.
Het monumentale praalgraf uit wit carraramarmer is van de Herentalse beeldhouwer Charles Auguste Fraikin (1817-1893). Het is een typische romantische beeldhouwkunst. Het bevond zich oorspronkelijk in de crypte van de Sint-Pieterskerk. Het werd ingehuldigd in 1859. De koningin is echter begraven te Laken.
De kapel is verbonden met het kerkkoor via een galerij over een enkelvoudige boogconstructie.
Op een plantsoen naast de kerk staat het rijzig zandstenen Paster Pypemonument uit 1939 van Karel Demuynck (1899-1949) uit Nieuwpoort en herwerkt in mei 1988 door de Oostendse grafsteenkapper Roland Boury. Henri Pype (1854-3 juni 1926), in de volksmond Paster Pype genoemd, was onderpastoor in deze kerk. Als vissersaalmoezenier zette hij zich in voor de vissers en hun gezin en hij werd eervol "Vader der visschers" genoemd. Hij werd in 1886 aalmoezenier-ter-zee. Dit beeld stond vele decennia boven de ingang van de Paster Pypeschool "El Mar". Maar toen deze school afgebroken werd, kreeg het beeld zijn uiteindelijke plaats naast de kerk.
Het Monument van de Oorlogsslachtoffers uit 1922 van Pieter-Jan Braecke (1859-1938) stond oorspronkelijk op het plein voor de kerk. In 1968 werd dit monument afgebroken. Het bronzen beeld met de soldaat werd overgebracht naar 'De Plate' (Oostends historisch museum). De twee hoogreliëfs ("De vlucht van de Oostendse vissers in 1914" en "Bevrijding in 1918"), samen met een nieuwe buste van koning Albert I en koningin Elisabeth van August Michiels, kwamen eerst op kerkplein langs de Vindictivelaan te staan en daarna, in 2000, naast de kerk.
Sinds 30 december 1960 is deze kerk een beschermd monument. De kerk werd gerestaureerd tussen 1976 en 2003 en is nu weer in uitstekende staat.
In 2005 werd het honderdjarig bestaan van de kerk gevierd. Bij die gelegenheid werd ook een cd-rom uitgebracht met informatie over de geschiedenis van de kerk en de parochie.
De Paulusfeesten die elk jaar midden augustus plaatsvinden op de pleinen aan de voet van de kerk, zijn niet genaamd naar de kerk maar naar het "Pauluspleintje", een driehoekig pleintje zonder officiële naam op de kruising van drie straten in de buurt (oa. de Sint-Paulusstraat), waar de feesten in de jaren 70 van de 20ste eeuw van start gingen.
De hoofdkerk van Oostende is bekend als de nationale kerk voor het apostolaat ter zee. Hier vinden de nationale diensten plaats voor de vissers die op zee vermist blijven.

## Galerij

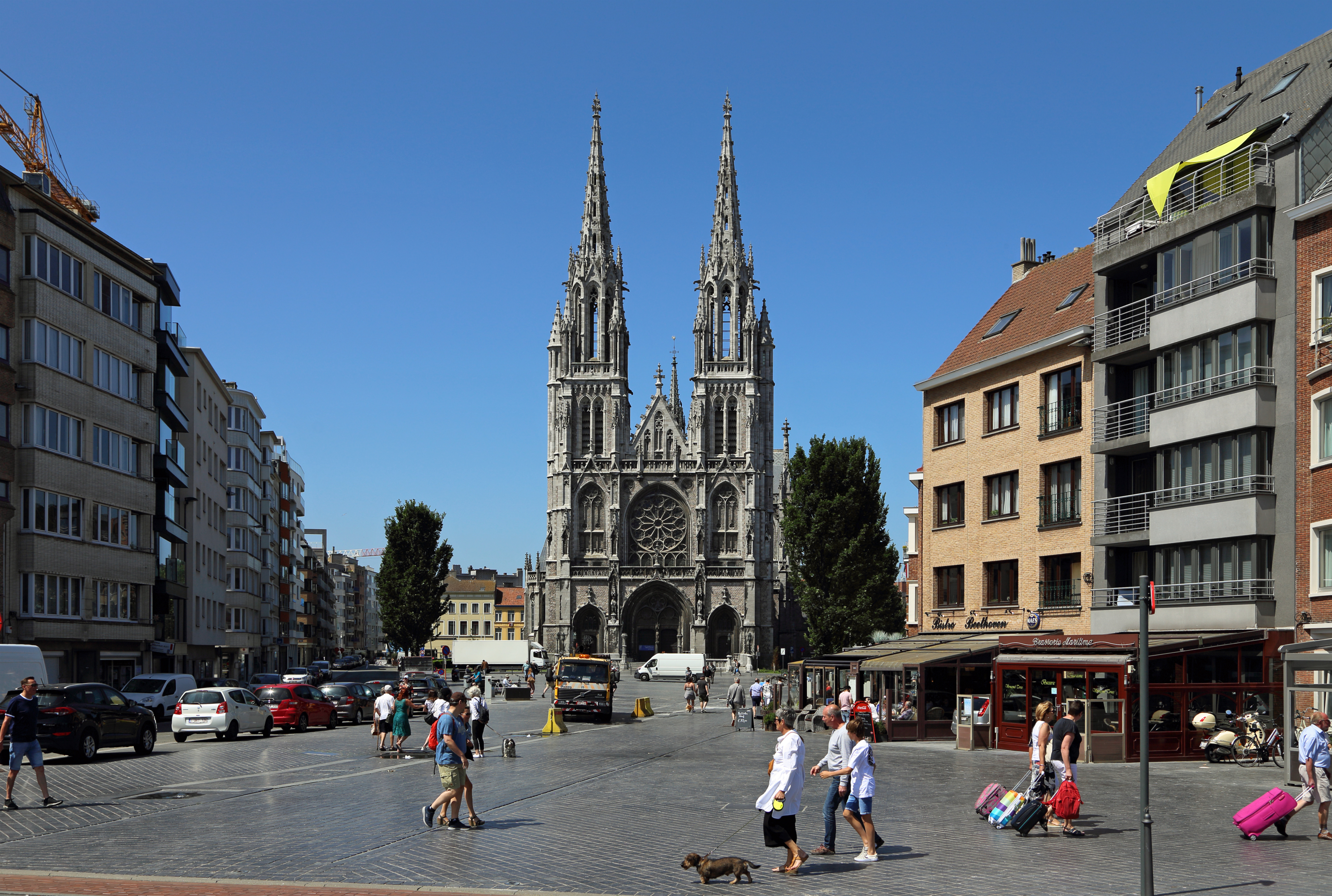
Het Sint-Petrus-en-Paulusplein vóór de kerk
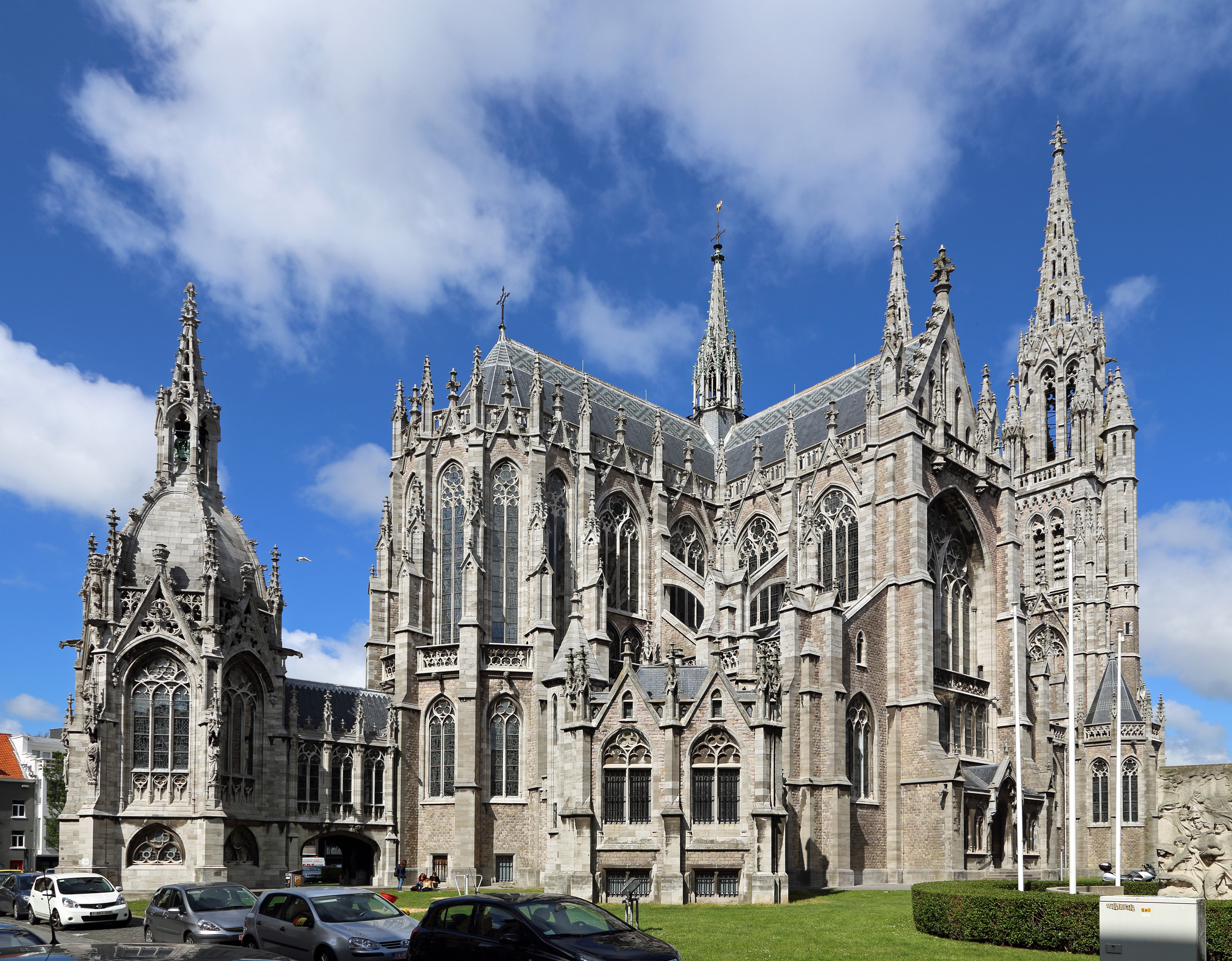
De kerk vanuit het zuidwesten gezien
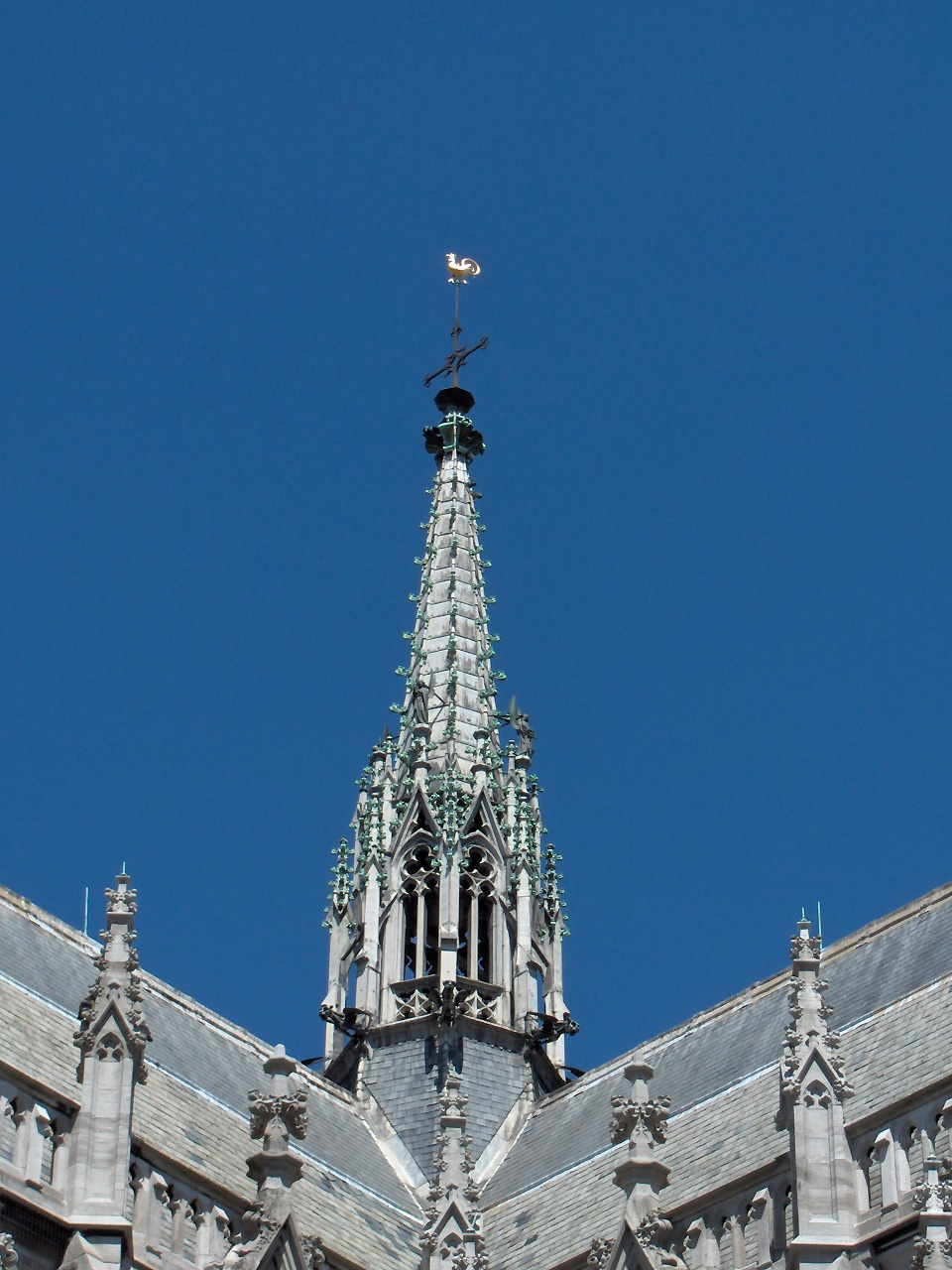
Dakruiter op de kruising
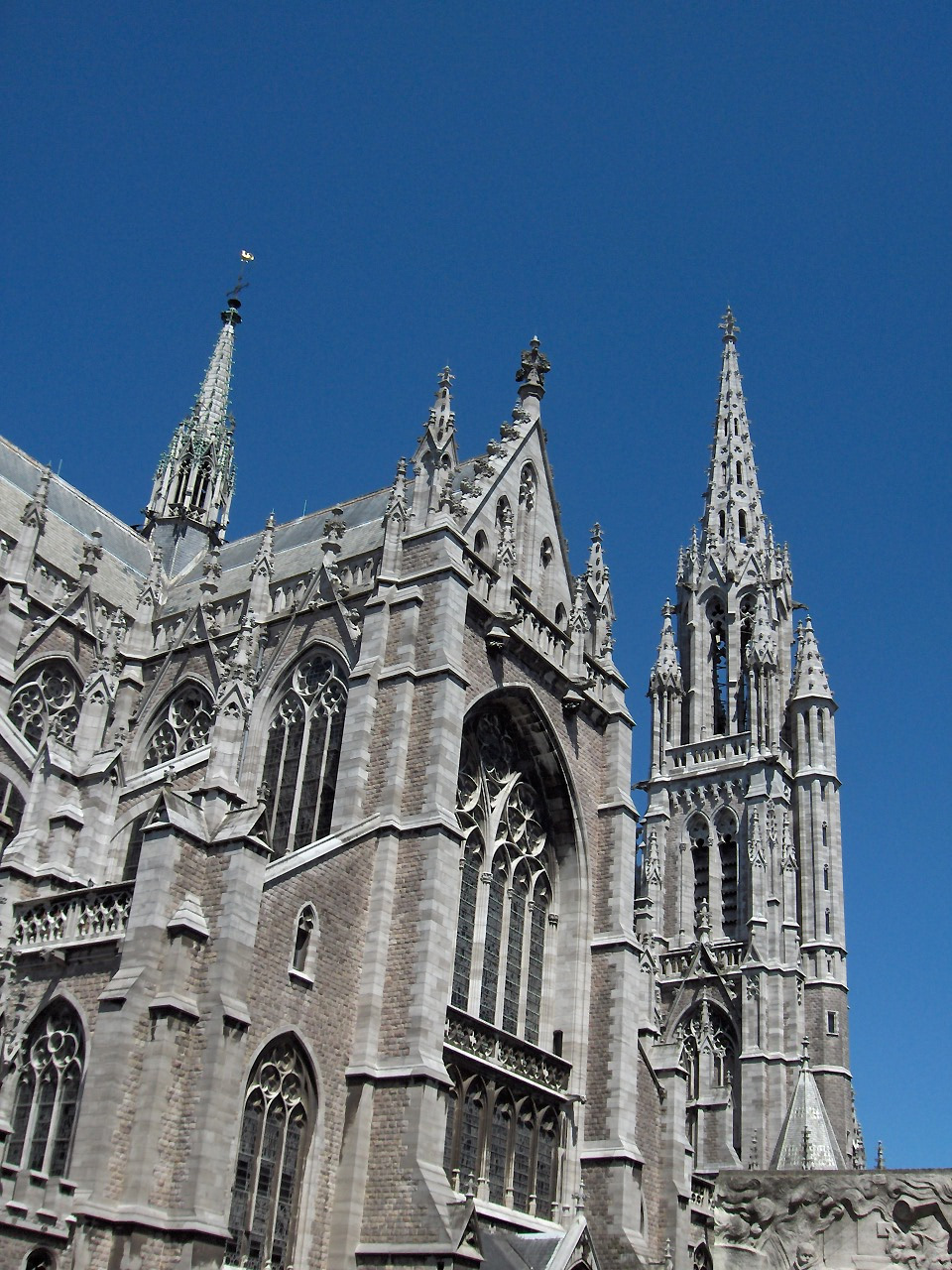
Zijzicht met luchtbogen, steunberen en pinakel
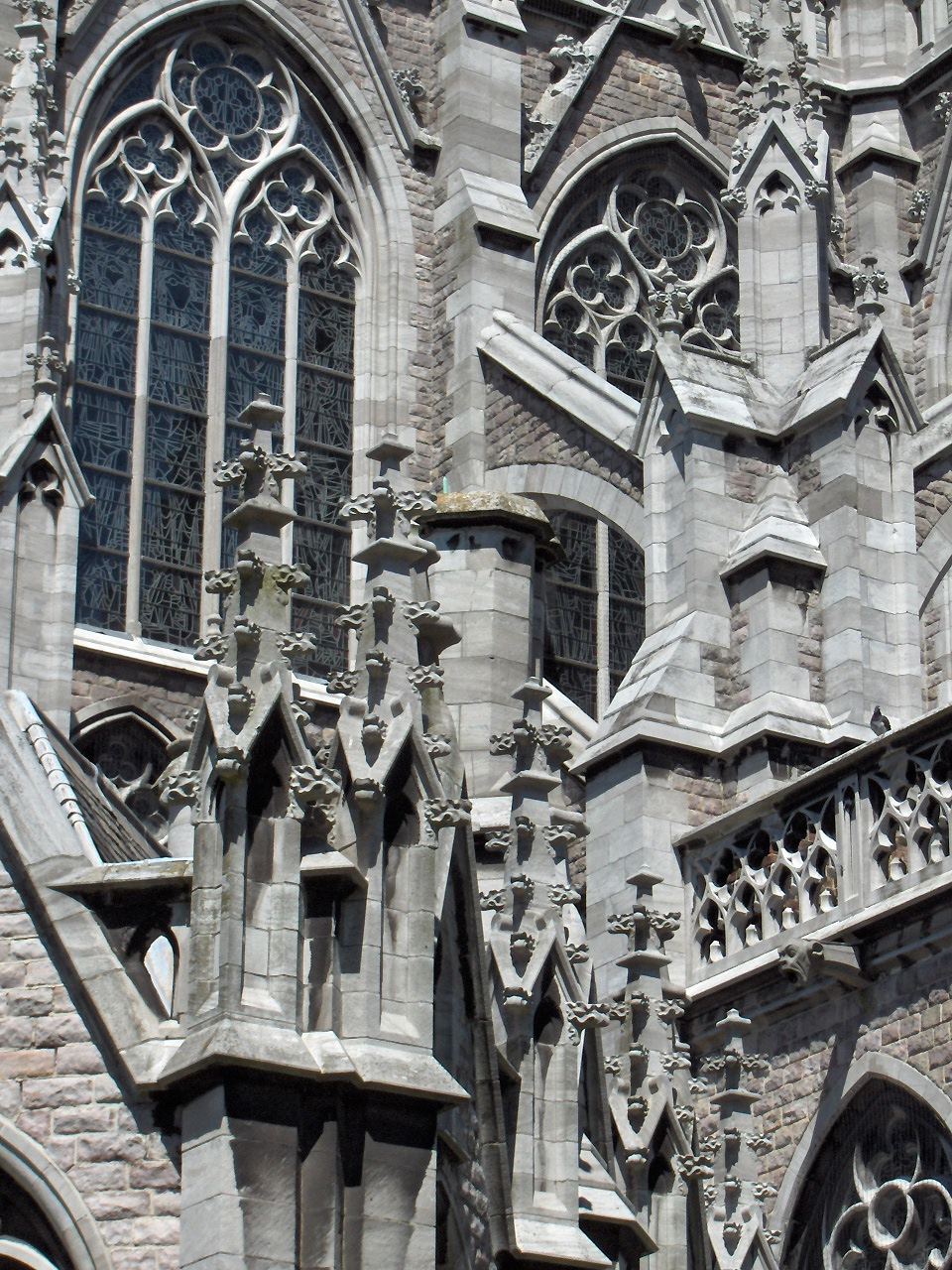
Neo-gotische stijl met balustrades, spuiers en hogels
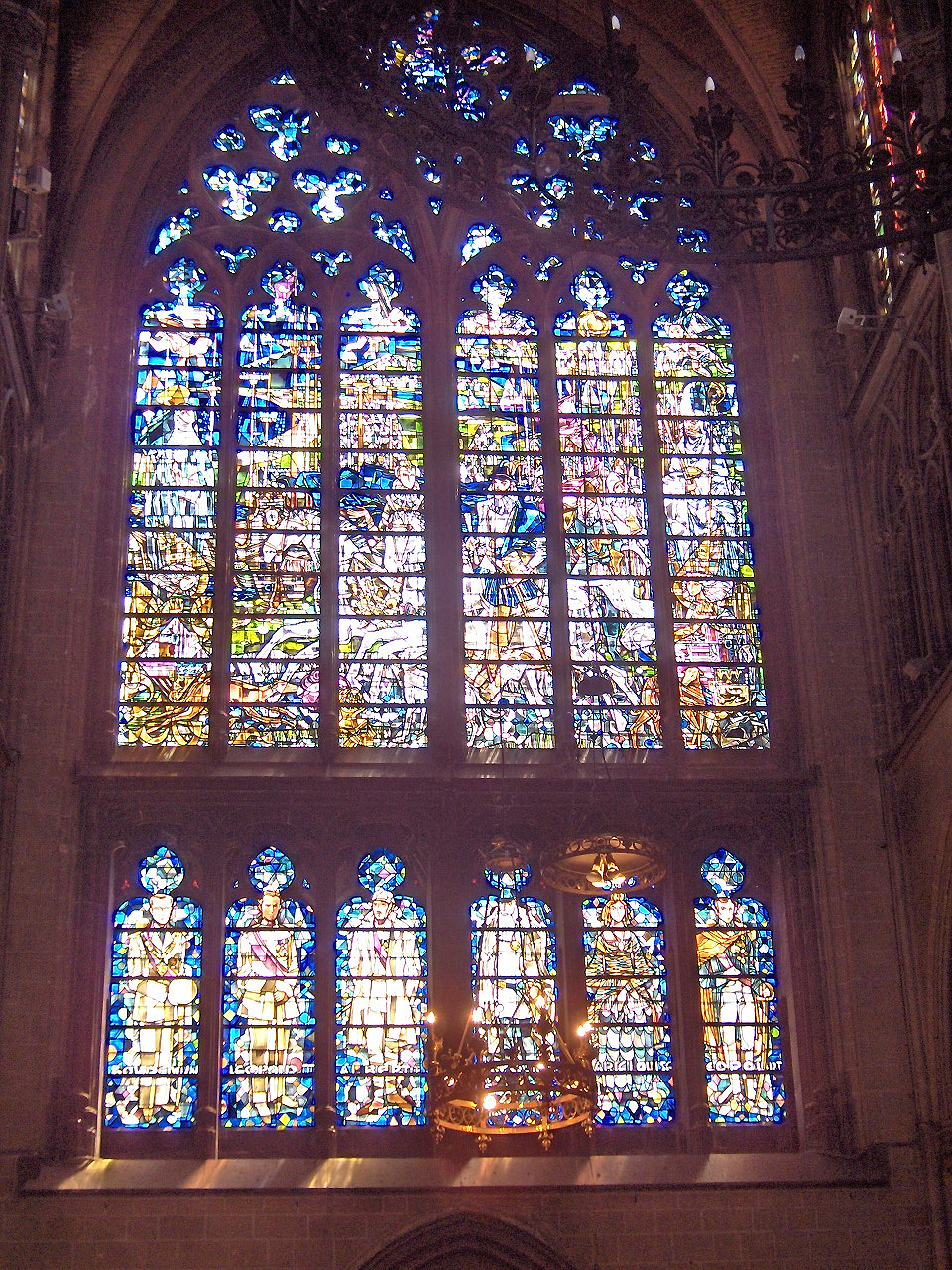
Gebrandschilderd raam met Belgische koningen
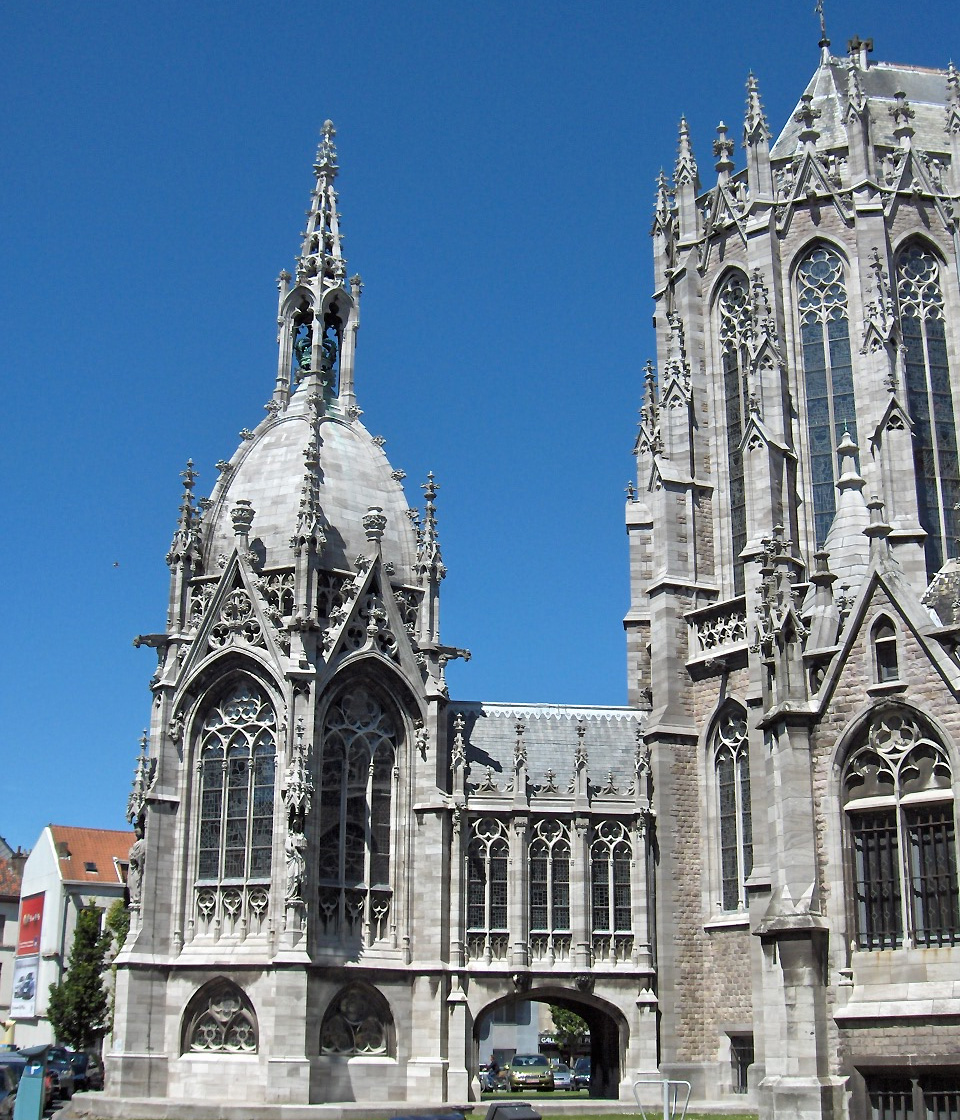
Mausoleum voor koningin Louise-Marie
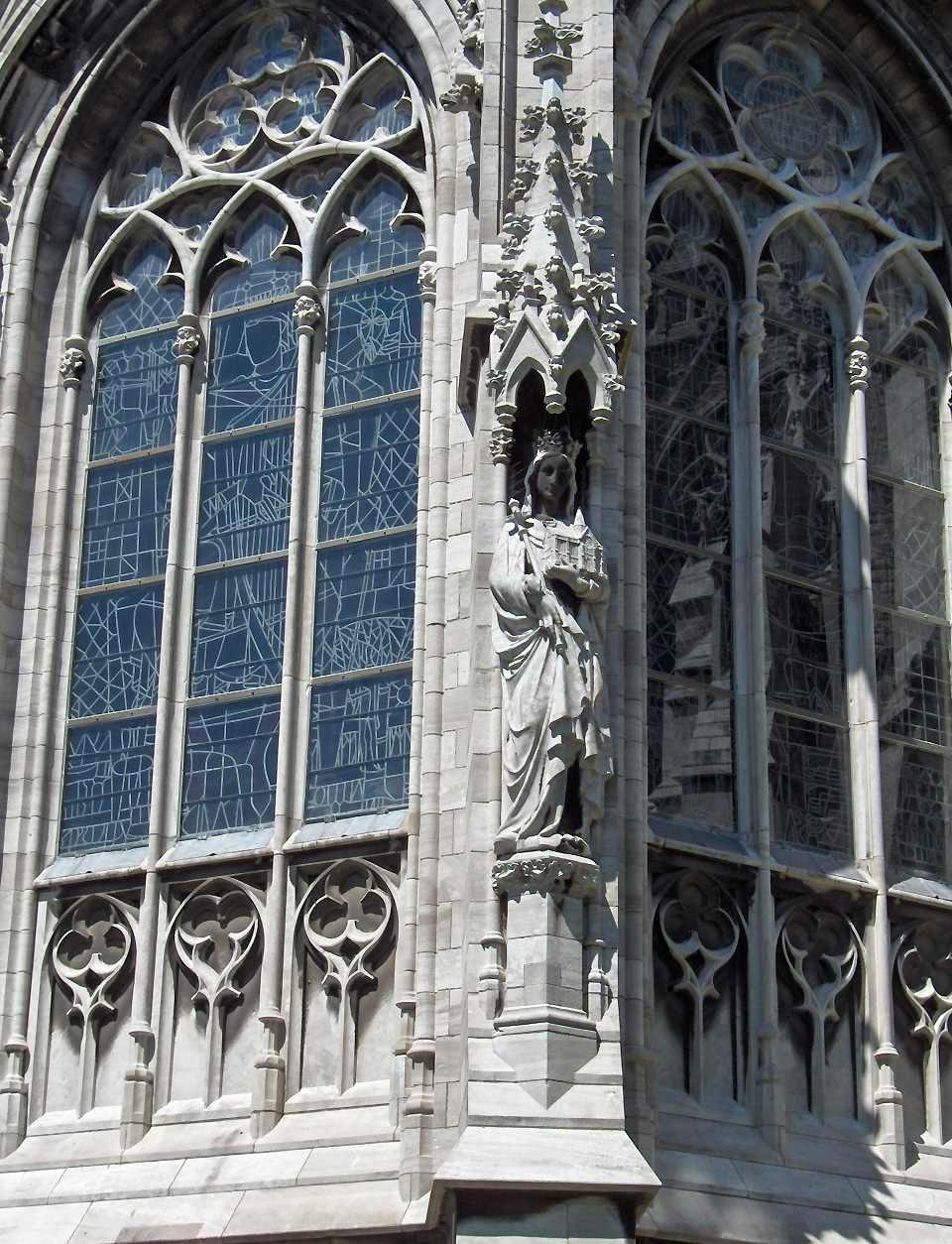
Mausoleum; standbeeld van Clotilde, eerste Franse koningin
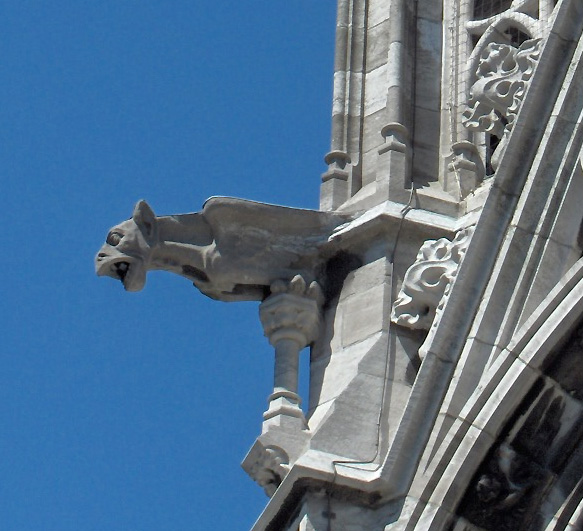
Mausoleum; spuier of waterspuwer
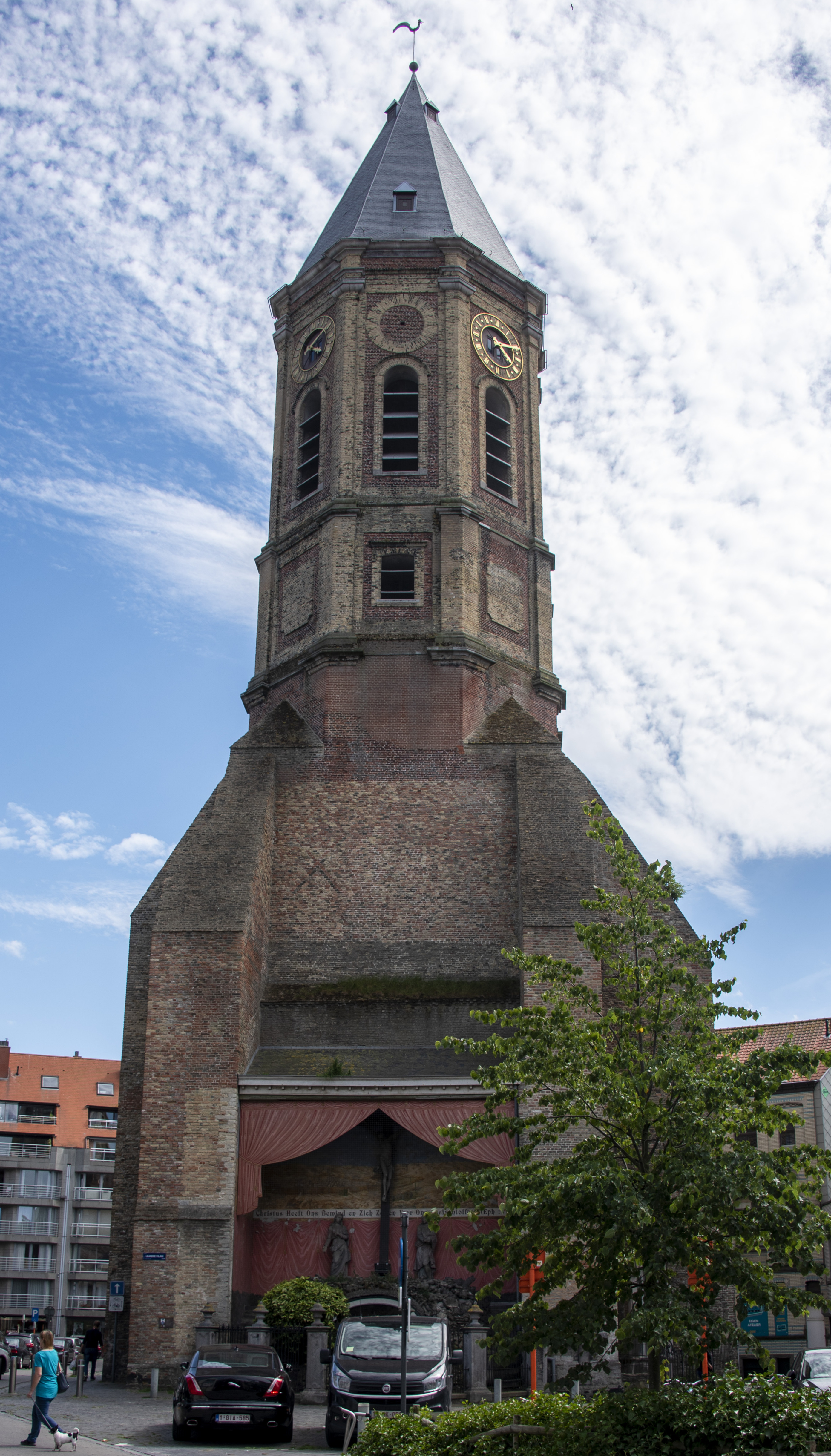
Sint-Pieterstoren (Peperbusse)
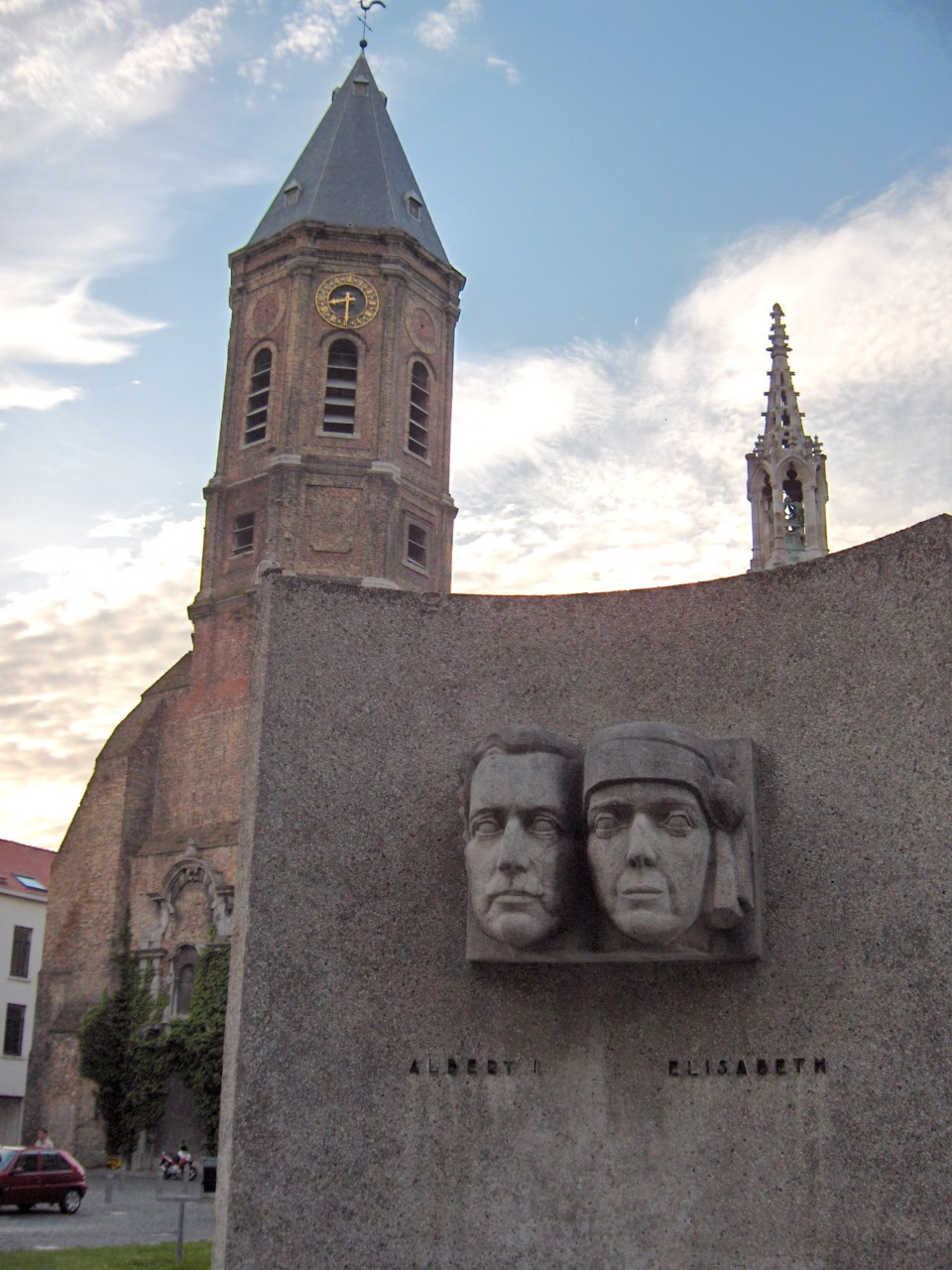
Monument voor de Oorlogsslachtoffers - buste van Albert I en Elisabeth
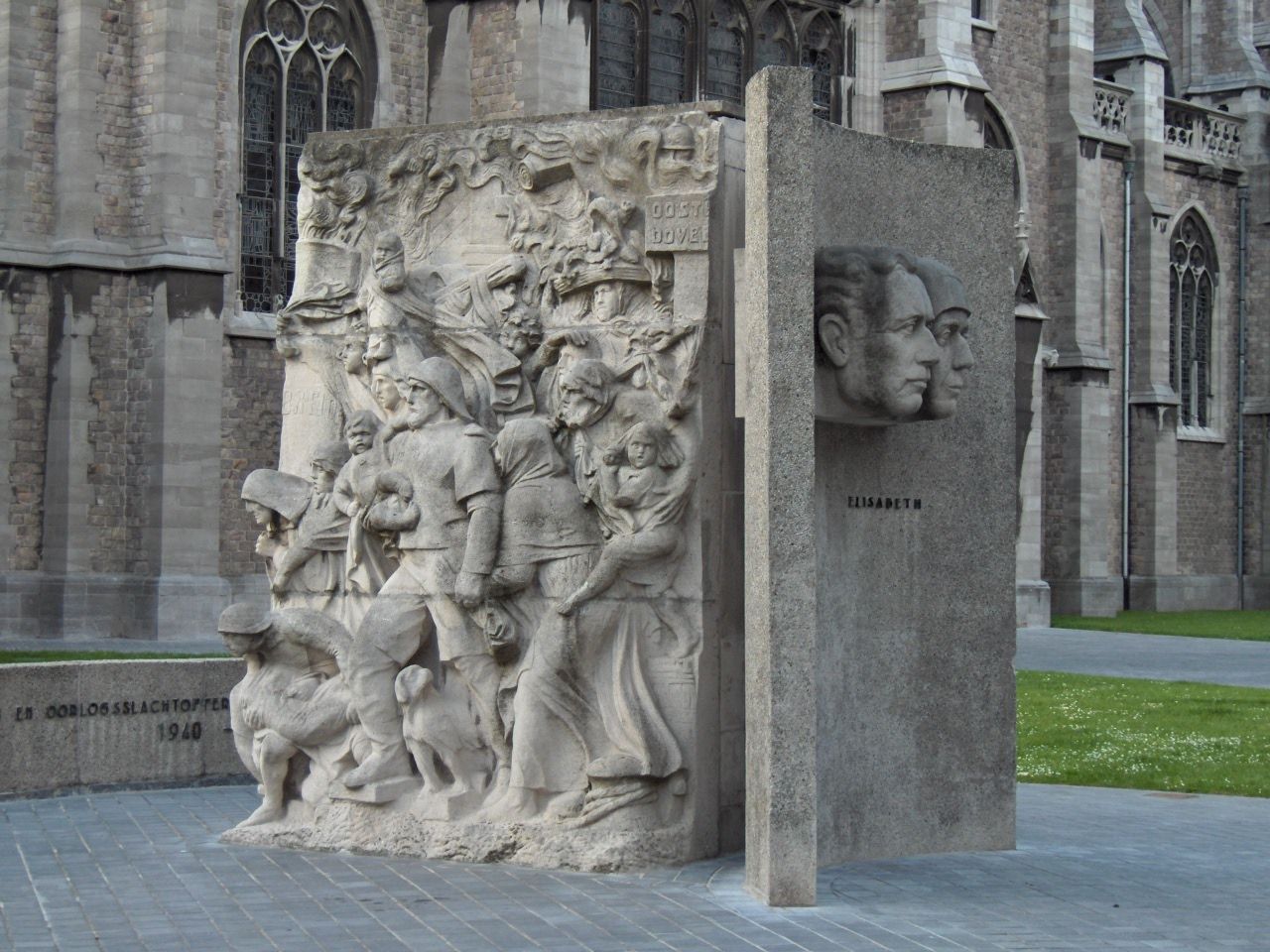
Monument voor de Oorlogsslachtoffers- zijkant
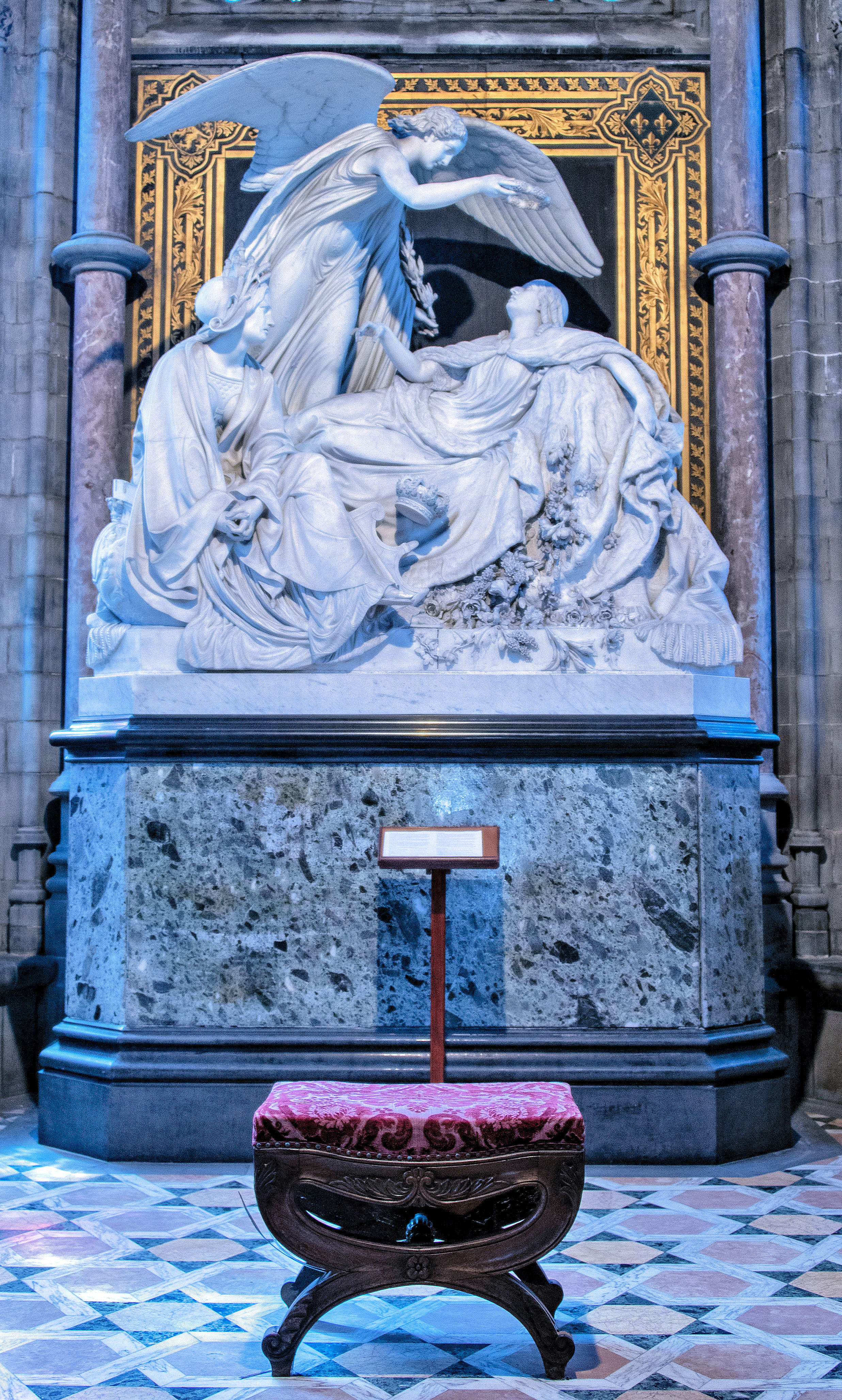
Praalgraf van koningin Louise-Marie
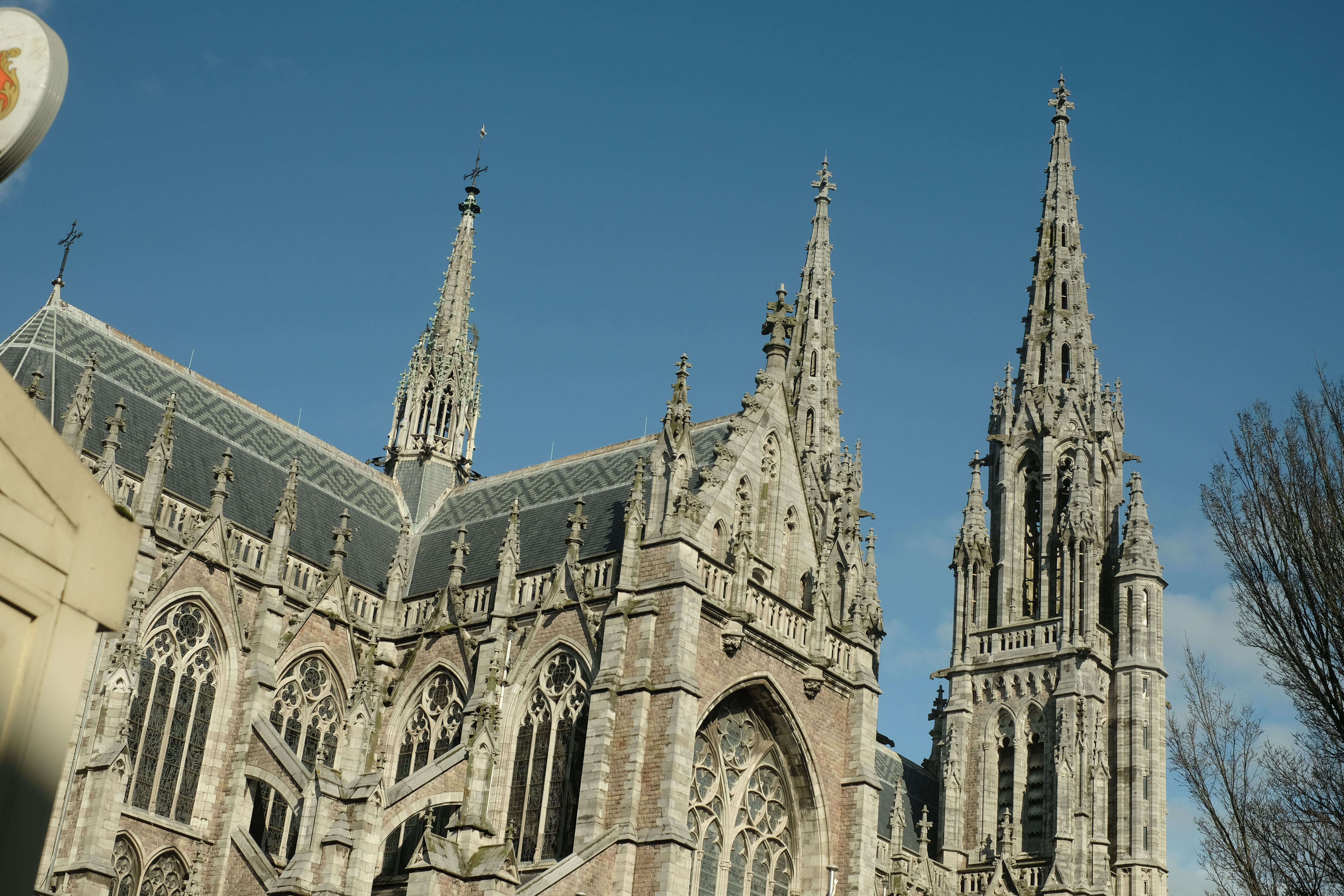
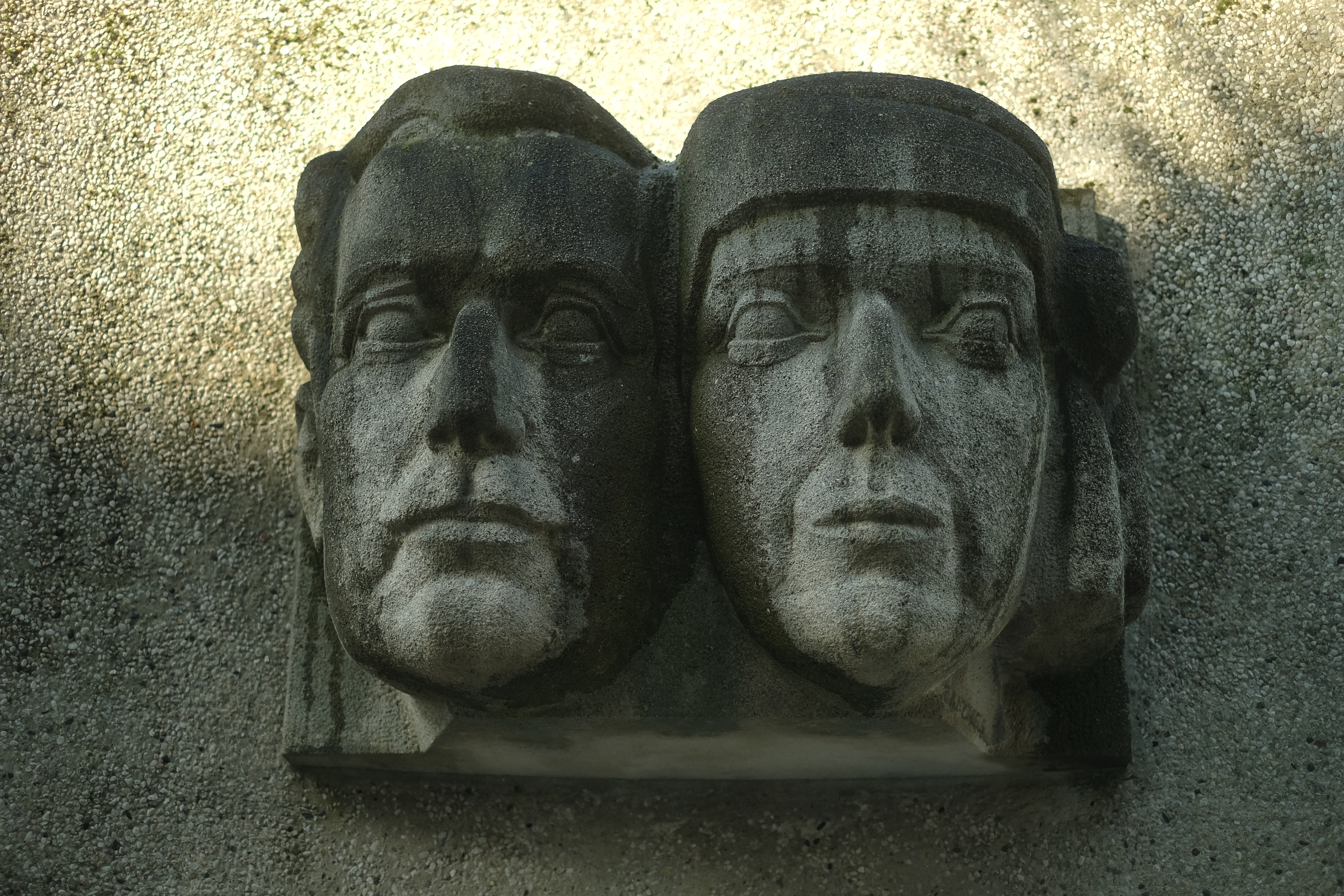
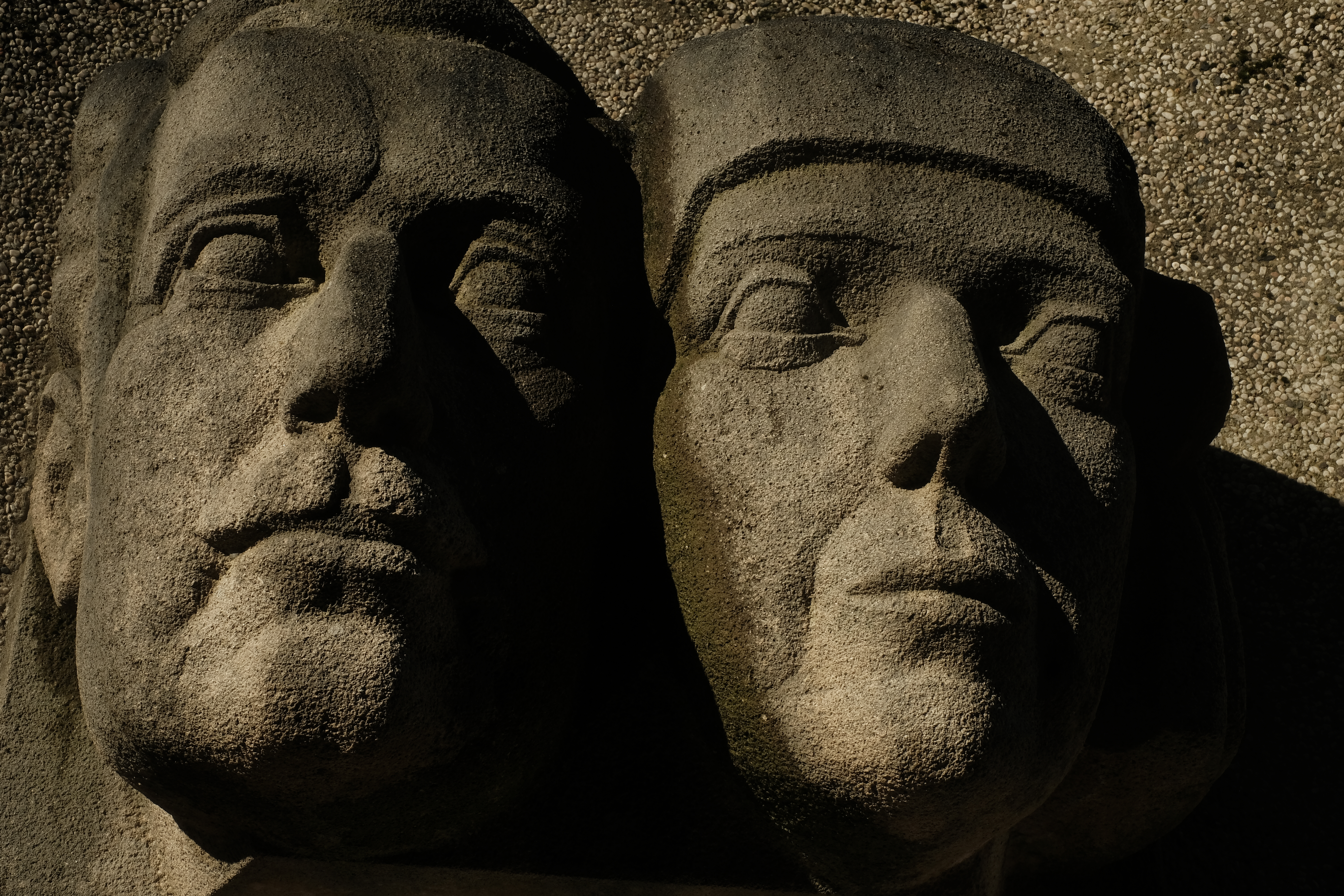
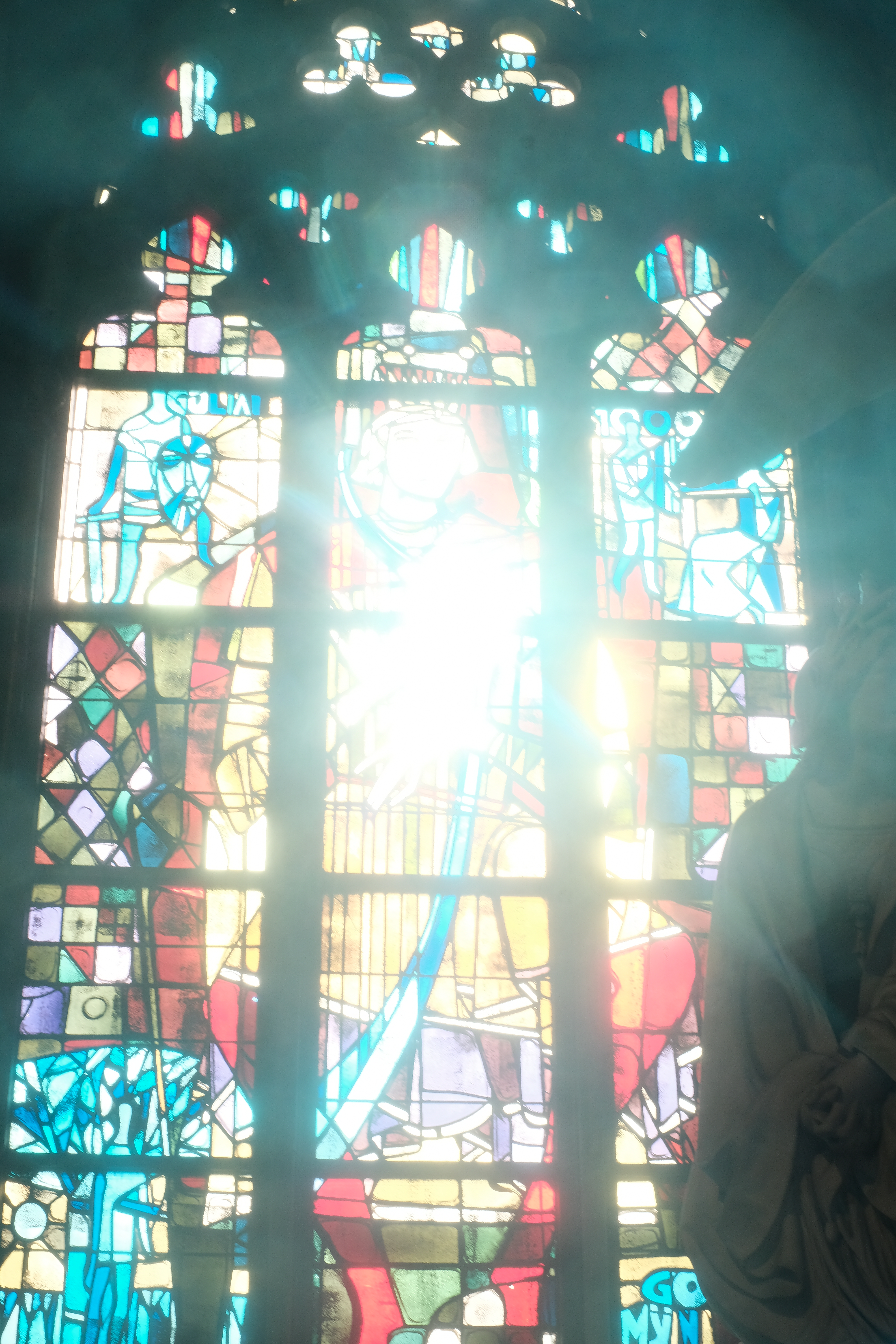
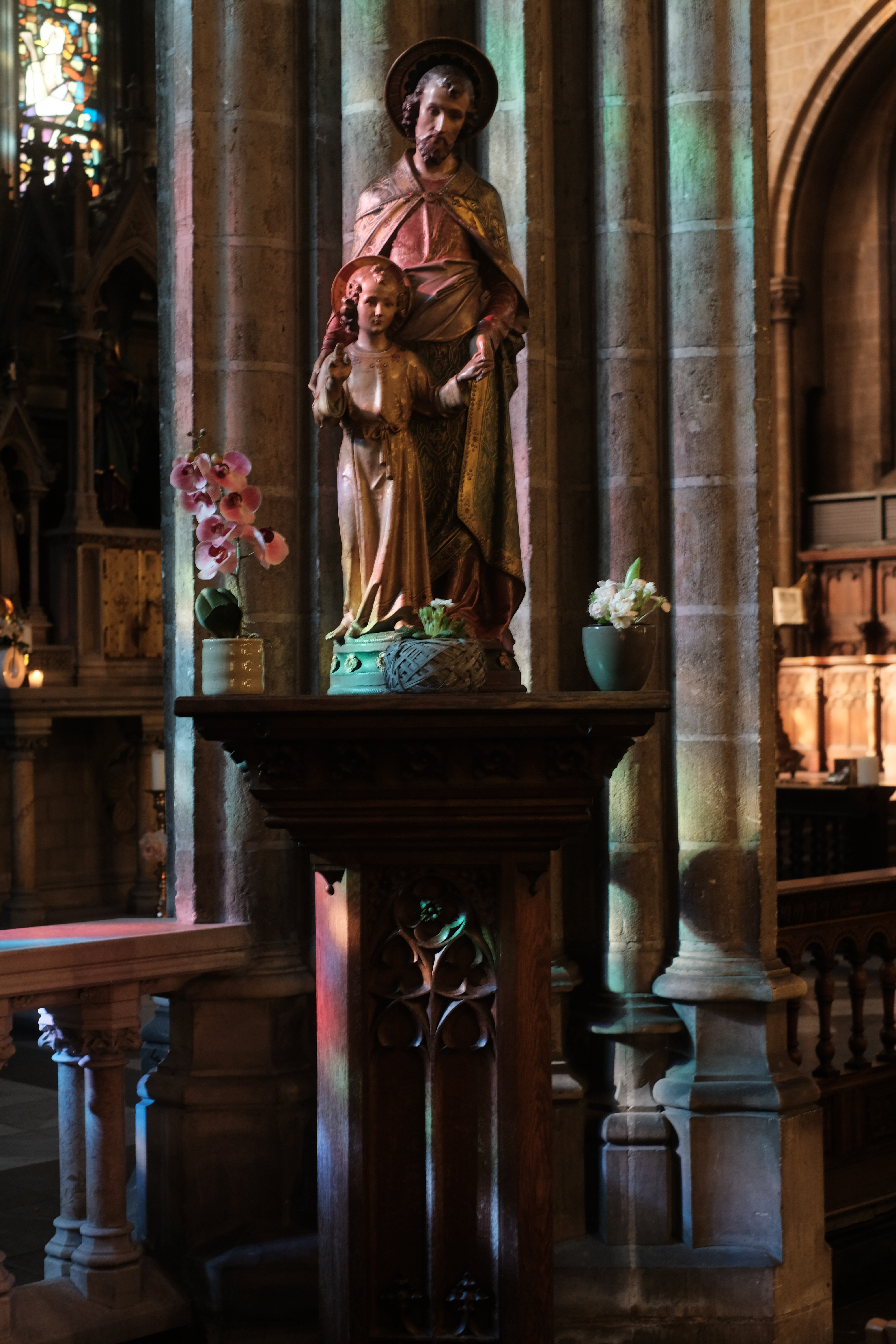
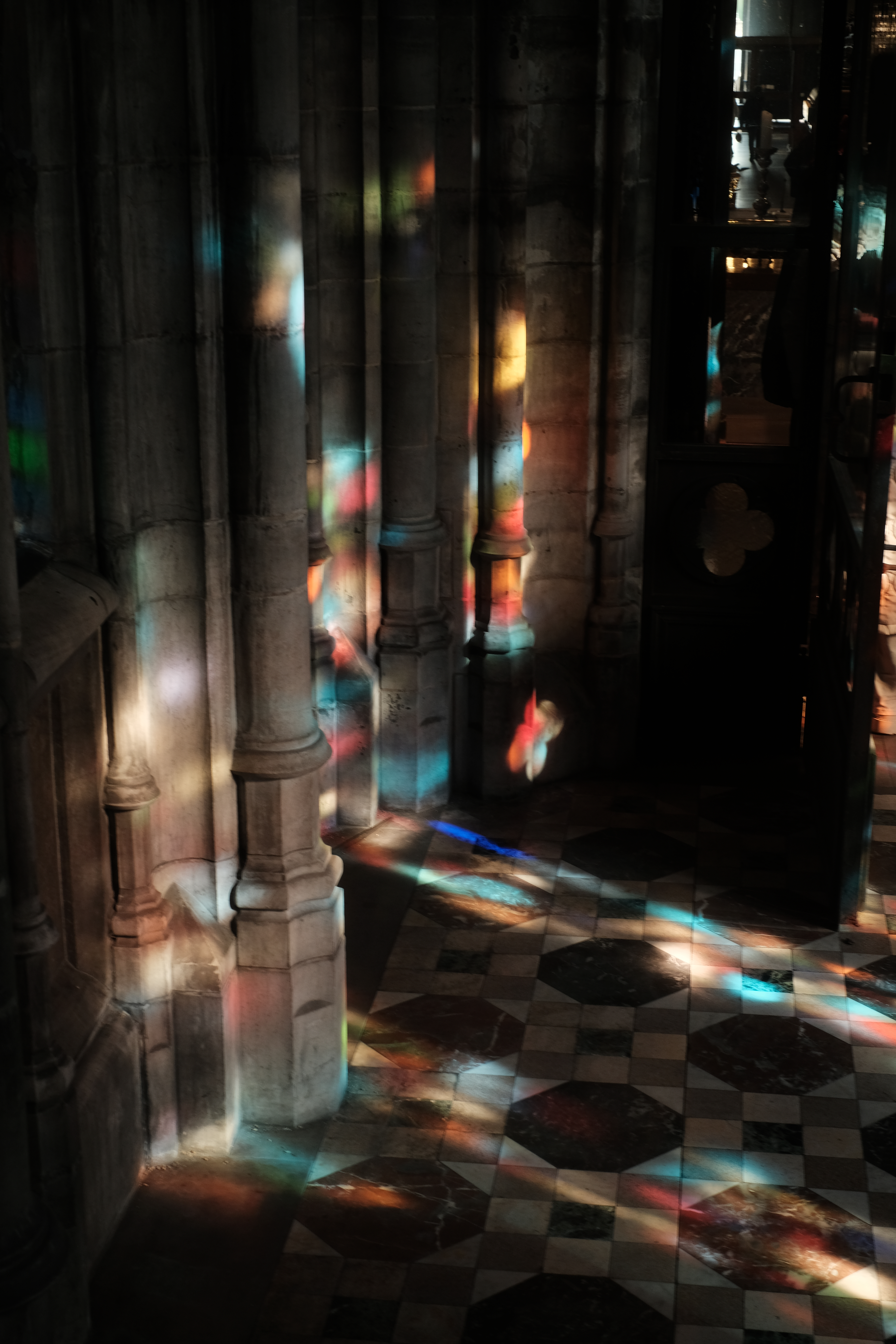
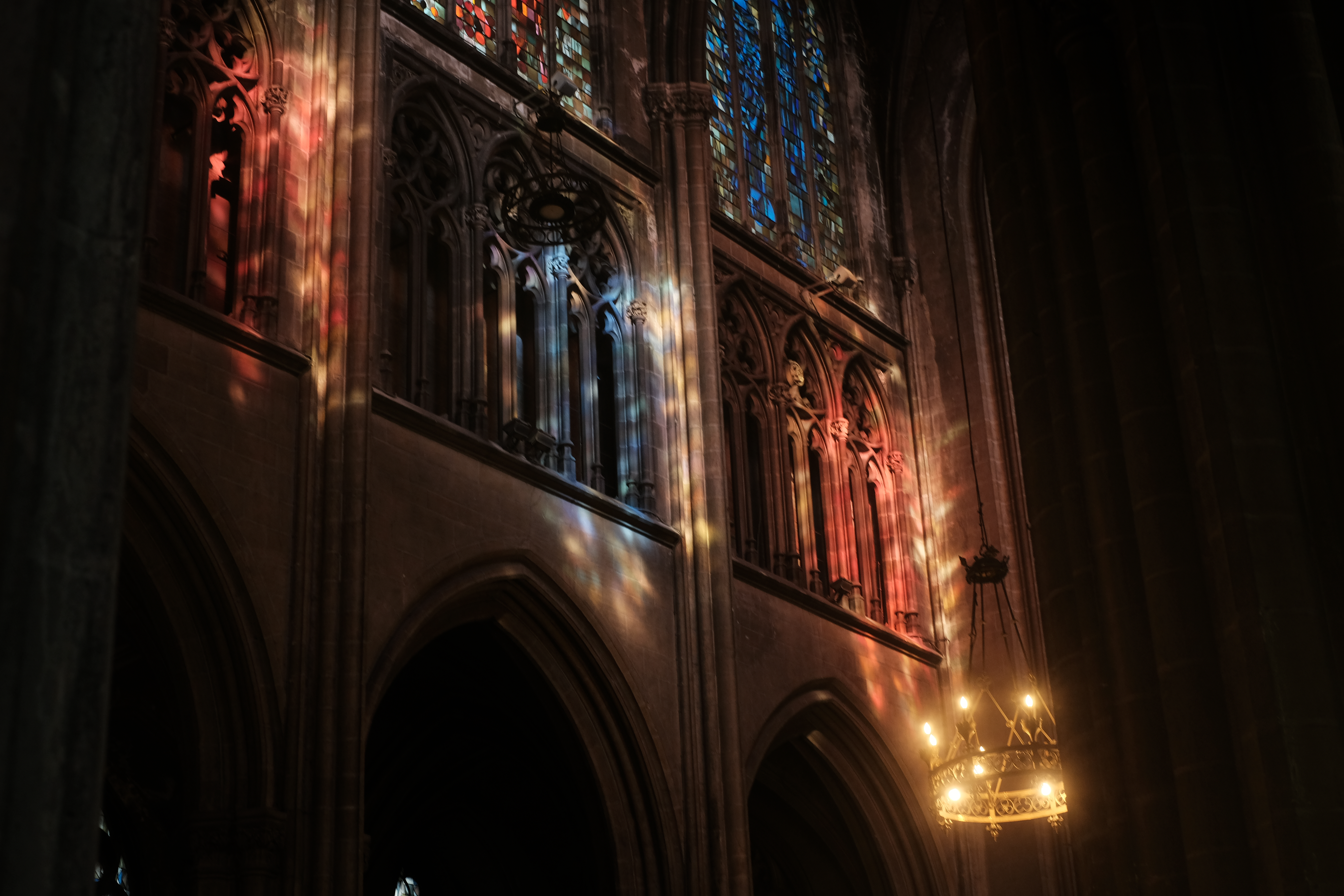
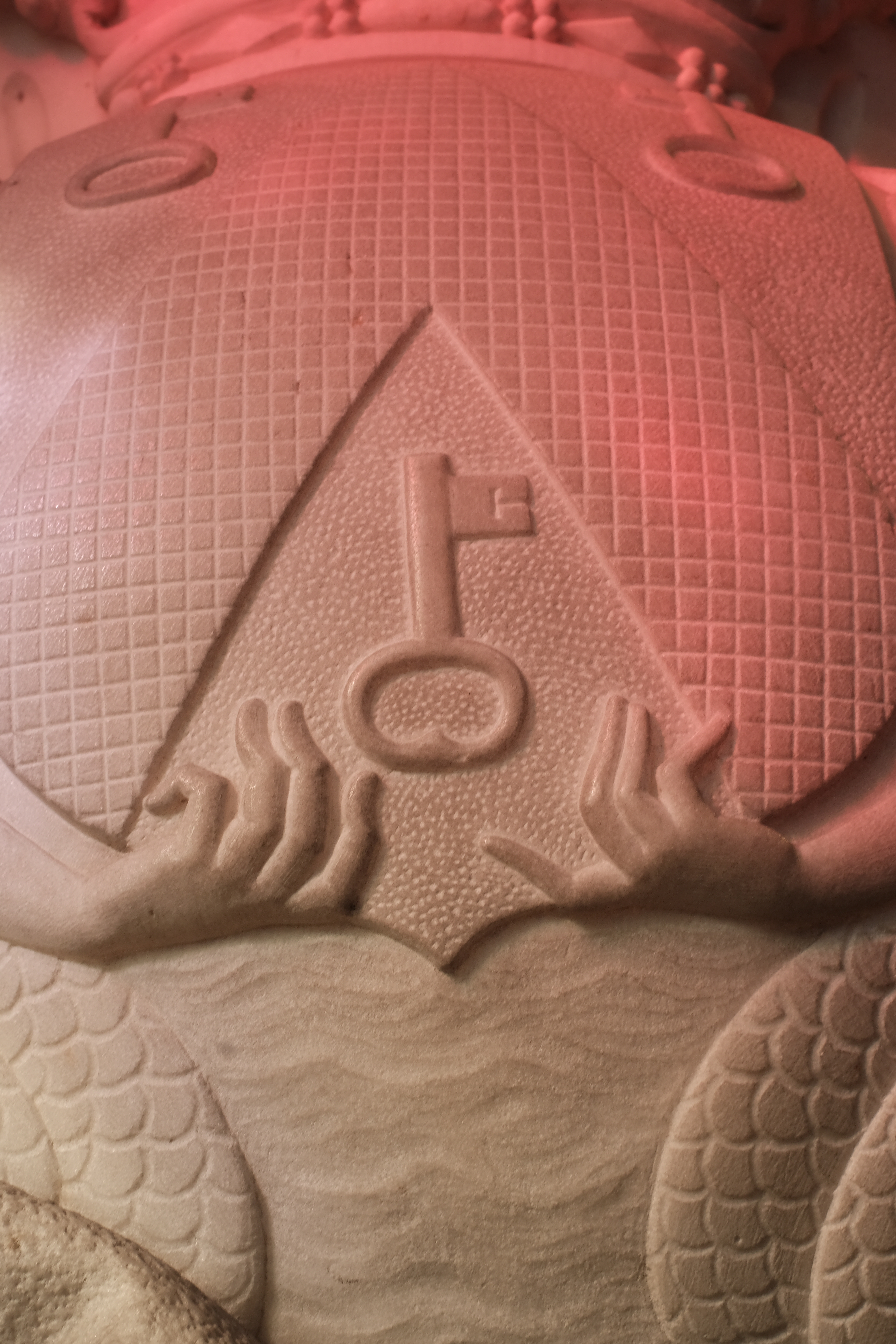
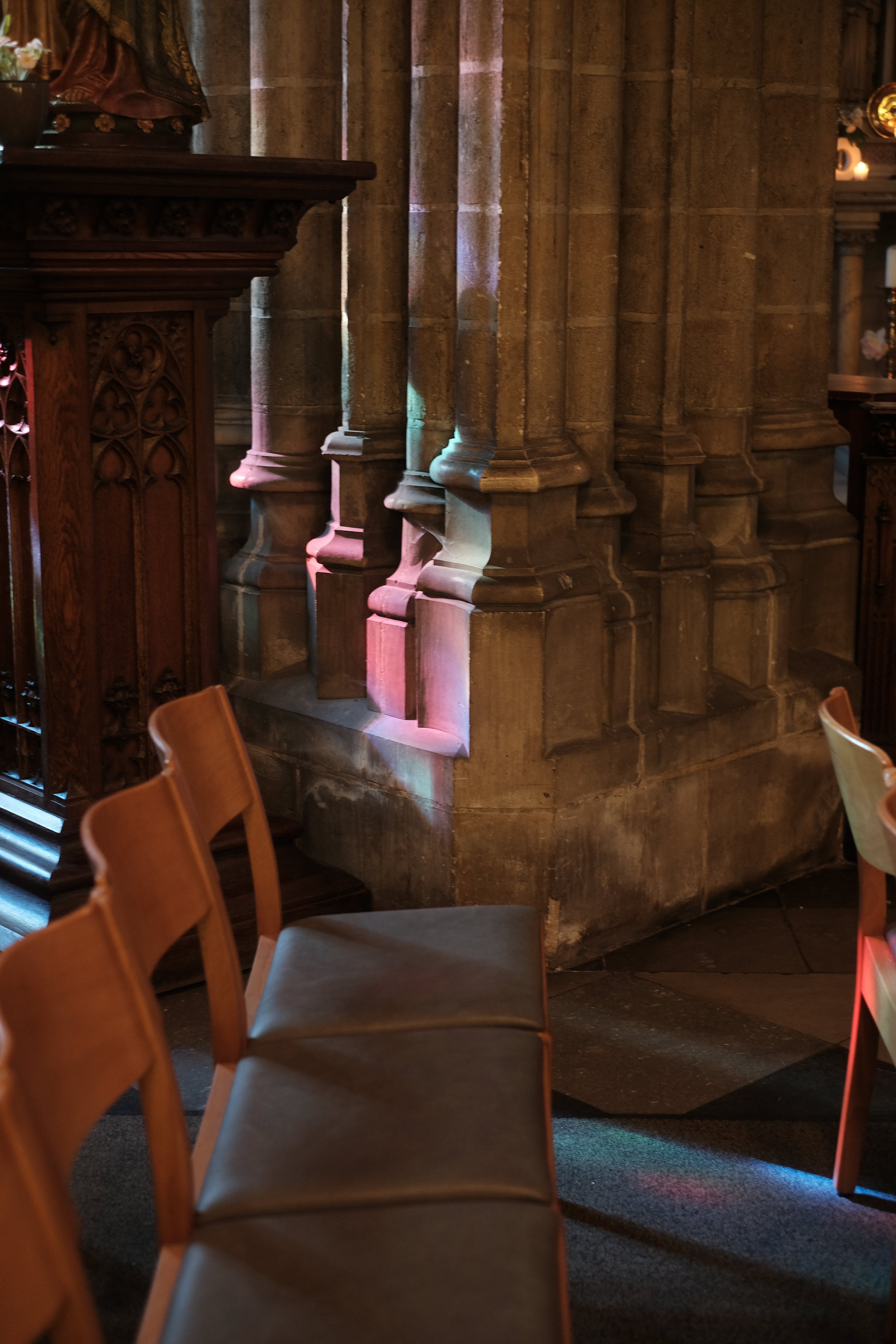
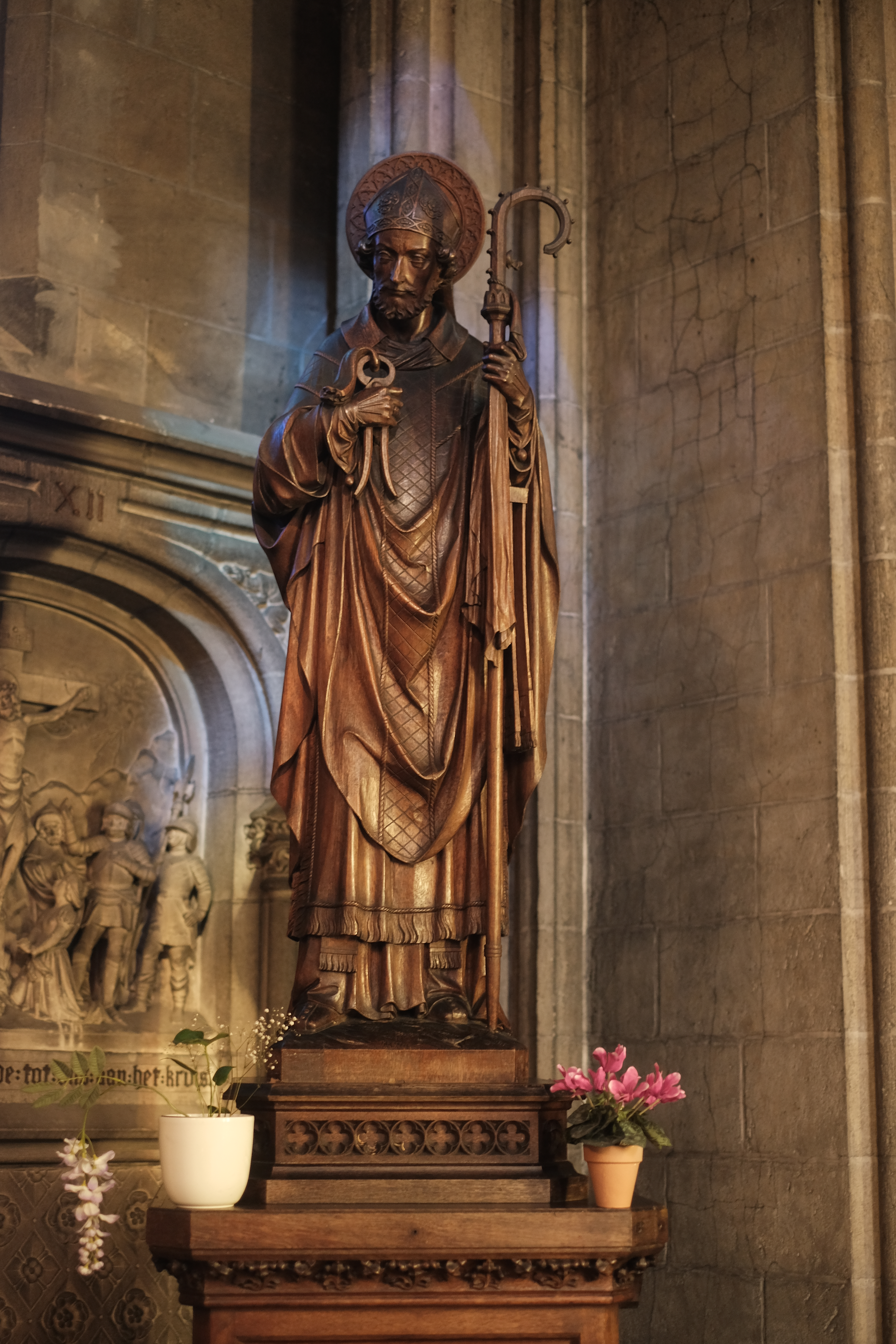
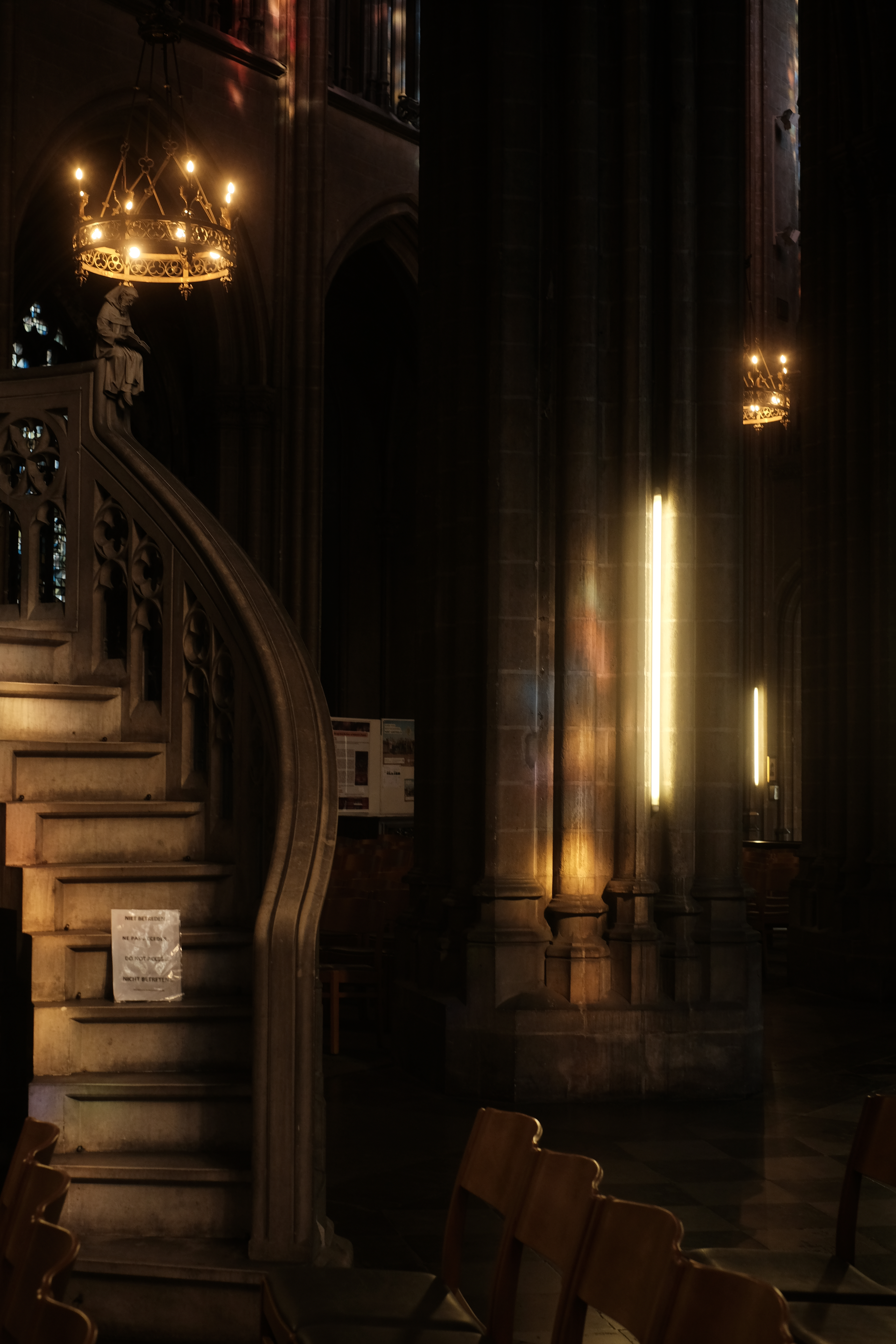
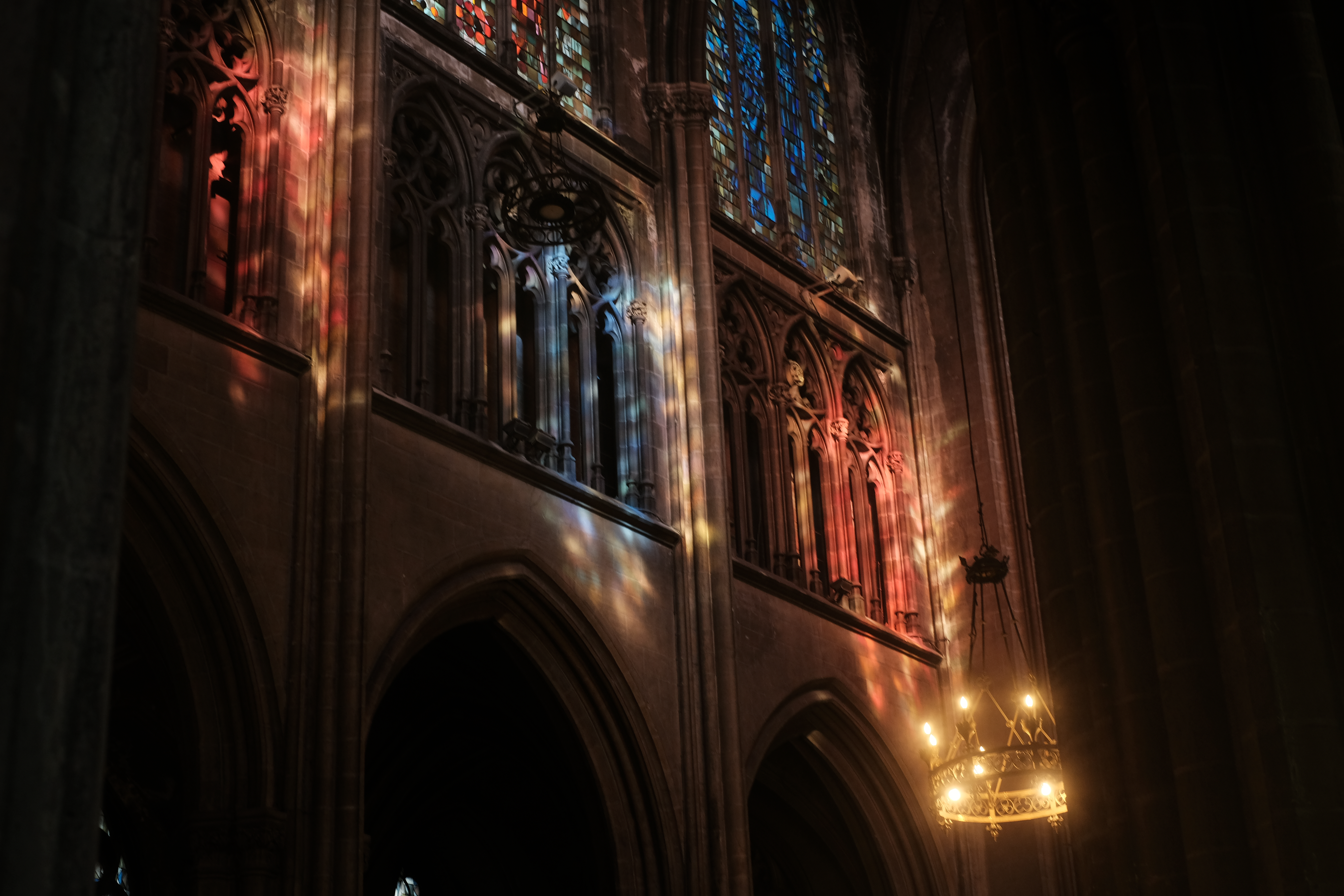
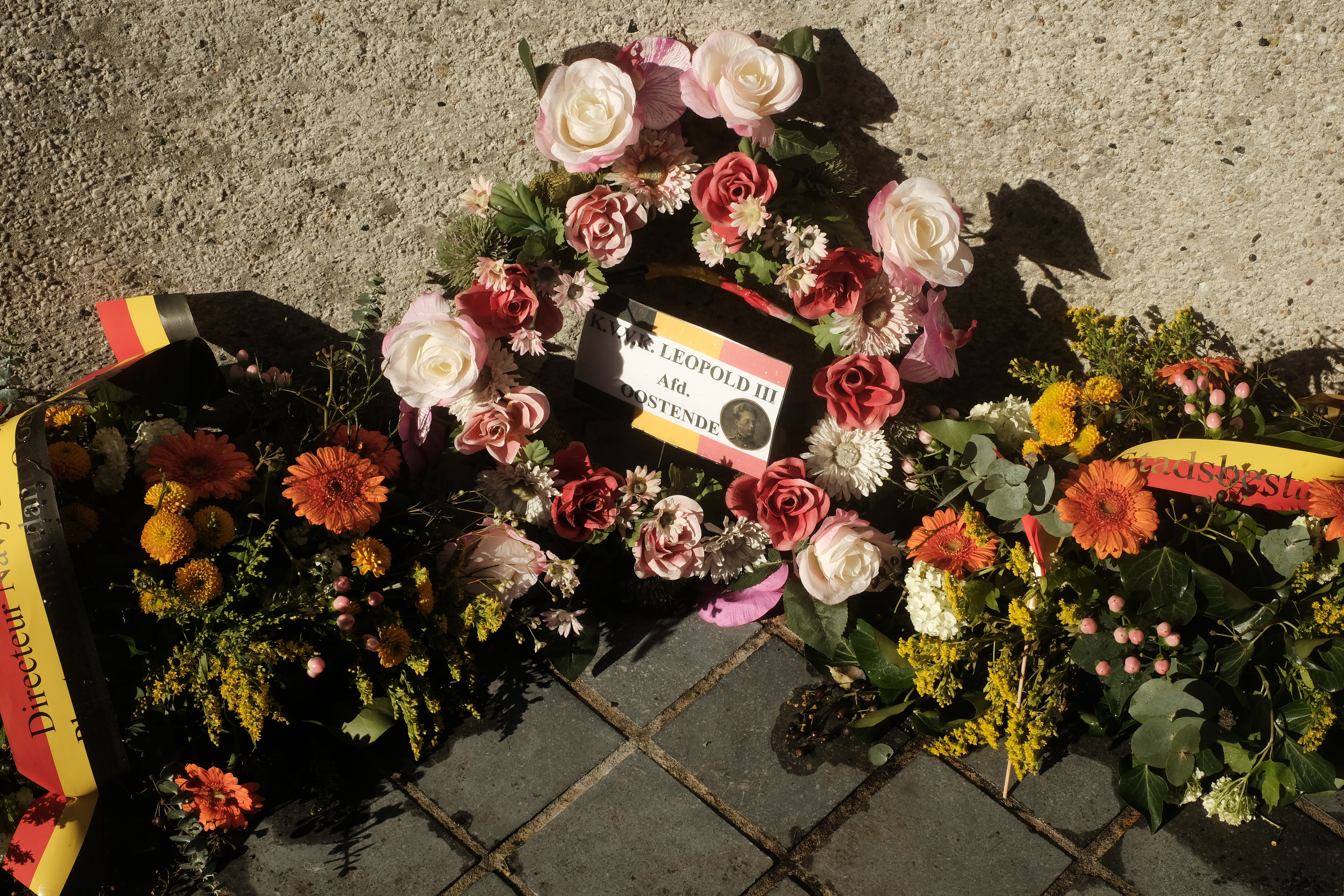

## Voetnoten
1. ↑  Freddy Dufait : Nog het beeld van Paster Pype; Tijdschrift "De Plate", maart 2008